# ル・モニトゥール・ユニヴェルセル
ル・モニトゥール・ユニヴェルセル（フランス語: Le Moniteur universel）は、フランスで発行されていた新聞。

## 概要
1789年11月24日にパリでシャルル・ジョゼフ・パンクークによって『ガゼット・ナシオナル・ウ・ル・モニトゥール・ユニヴェルセル』（フランス語: Gazette Nationale ou Le Moniteur Universel）というタイトルで創刊され、1868年12月31日に休刊した。
この新聞は、フランス革命期の主要紙であるとともに革命政府のガゼット（機関紙）でもあり、特にナポレオン政権下ではプロパガンダ出版物としての役割を担った。フランス革命期のル・モニトゥールは、フランスとヨーロッパ、そしてアメリカでも多くの発行部数を有していた。

## 歴史
第一回国民議会で行われた討論への関心の高さから、ユーグ＝ベルナール・マレは、「Assemblée Bulletin de l'Assemblée」に議事速記録を掲載することを提案した。メルキュール・ド・フランスのオーナーであり、1785年に百科全書を出版したパンクークが、彼を説得してこれをより大きな機関紙である『ガゼット・ナシオナル』（フランス語: Gazette Nationale）に統合させたことから、『ガゼット・ナシオナル・ウ・ル・モニトゥール・ユニヴェルセル』が創刊された。
ブリュメールのクーデターでナポレオン・ボナパルトが権力を掌握した直後の1799年12月2日、『ル・モニトゥール』が政府公式の新聞として発行されるようになった。ナポレオンは、責任者であるマレとジャン＝ジャック・レジ・ド・カンバセレスを介して、その内容を管理していた。ナポレオンの厳格な報道統制により、同紙に掲載していた議会報告は大陸軍の公報やイギリスに対する極論的な記事に置き換えられていった。
1811年1月1日、『ル・モニトゥール・ユニヴェルセル』に改称し、新聞名から「ガゼット・ナシオナル」の文言が削られた。この新聞からは政治的な記事も少なくなり、文学・科学・芸術に関する記事がコラムのかなりの部分を占めるようになった。
1815年にナポレオンのエルバ島から復帰すると（百日天下）、同紙は3月20日に公式機関紙としての地位を得てルイ18世の亡命と皇帝ナポレオンのテュイルリー宮殿入りを報じた。
1830年に起きた7月革命の直後に暫定政府が真っ先に行ったことは『ル・モニトゥール』の支配権掌握であり、ルイ・フィリップ政府はル・モニトールを省庁の管理下に置くことになった。
1868年12月31日に『ル・モニトゥール』は休刊となり、フランス帝国（後のフランス共和国）の機関誌としての役割は、フランス共和国官報に引き継がれた。

## 注記
1. ↑  David I. Kulstein, "The Ideas of Charles-Joseph Panckoucke, Publisher of the Moniteur Universel, on the French Revolution.," French Historical Studies (1966) 4#3 pp 304-19 JSTOR 285905